# Dīmītrīs Itoudīs
Dīmītrīs Itoudīs (in greco Δημήτρης Ιτούδης?; Veria, 8 settembre 1970) è un allenatore di pallacanestro greco.

## Palmarès

### Squadra
- VTB United League: 6

CSKA Mosca: 2014-15, 2015-16, 2016-17, 2017-18, 2018-19, 2020-21
- Supercoppa VTB United League: 1

CSKA Mosca: 2021
- Eurolega: 2

CSKA Mosca: 2015-16, 2018-19
- Eurocup: 1

Hapoel Tel Aviv: 2024-2025

### Individuale
- Aleksandr Gomel'skij Coach of the Year: 2

CSKA Mosca: 2015-16, 2018-19
- VTB United League Coach of the Year: 4 (record)

CSKA Mosca: 2014-15, 2016-17, 2017-18, 2021-22